# Elly Holmberg

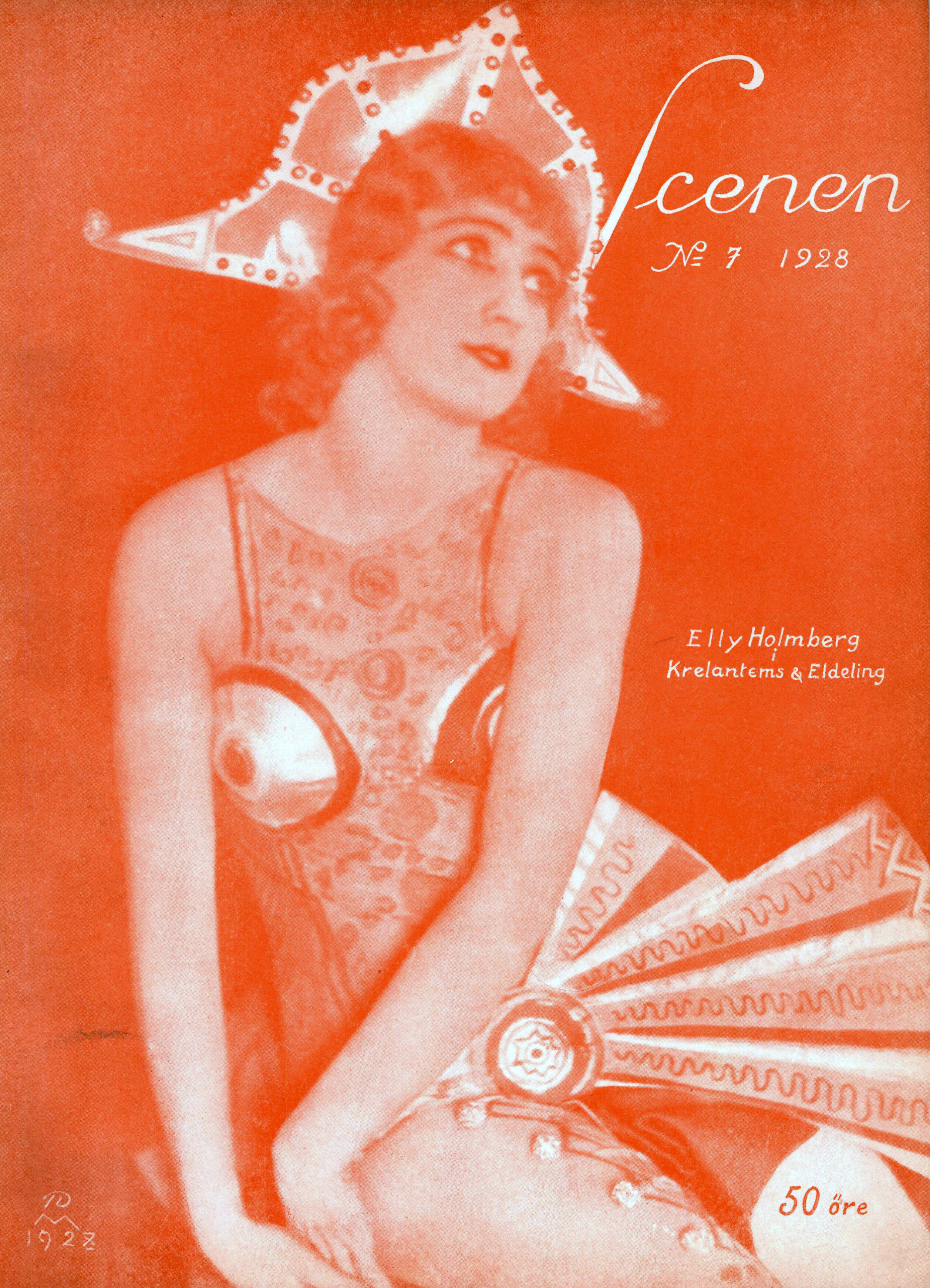
Holmberg en Krelantems och Eldeling (1928)

Elly Holmberg (28 de octubre de 1903 - 12 de octubre de 2001) fue una bailarina de nacionalidad sueca.

## Biografía
Su verdadero nombre era Elly Maria Liebgott, y nació en Estocolmo, Suecia, siendo sus padres Mauritz Holmberg y Elin Liebgott. Holmberg estudió en la Ópera Real de Estocolmo en 1914. Fue segunda bailarina en 1920, y llegó a actuar como primera bailarina entre 1922 y 1949. 
Estuvo casada con el bailarín Sven Tropp desde 1926 hasta la muerte de él en 1964.
Elly Holmberg falleció en Estocolmo en el año 2001, y fue enterrada en el Cementerio Norra begravningsplatsen de dicha ciudad.

## Filmografía
- 1924 : Folket i Simlångsdalen
- 1925 : En afton hos Gustaf III på Stockholms slott
- 1925 : Två konungar
- 1926 : Bröllopet i Bränna

## Teatro
- 1928 : Las aves, de Aristófanes, dirección de Olof Molander, Dramaten